# Brandone Francis
Brandone Edward Francis Ramírez (La Romana, La Romana, 10 de septiembre de 1994) es un baloncestista dominicano que actualmente juega para Metros de Santiago de la Liga Nacional de Baloncesto de la República Dominicana. Su estatura es de 1,96 metros y se desempeña en la posición de escolta, pero por su visión de juego y manejo de balón puede jugar en la posición de base.

## Trayectoria deportiva

### Instituto
Francis asistió al instituto "Arlington Country Day School" en Jacksonville, Florida. En su última temporada, ayudó al instituto a lograr el campeonato estatal de la Sunshine Independent Athletic Association y un récord de 30-5.
El 11 de abril de 2014, participó en el Derby Classic de 2014, donde registró 12 puntos y 7 rebotes en 20 minutos de acción. Al día siguiente, participó en el Nike Hoop Summit de 2014, en el cual registró 5 puntos, 3 rebotes y 2 asistencias en 16 minutos de acción.
Fue clasificado como el trigesimosegundo jugador de la clase de 2014 por 247Sports.com, el trigésimoquinto jugador por ESPN.com y Rivals.com, y el cuadragésimocuarto jugador por Scout.com.

### Universidad
Francis se comprometió para jugar baloncesto con los Gators de la Universidad de Florida el 27 de junio de 2013, presidiendo de varias ofertas universitarias como Louisville, Providence, Washington, Miami, Florida State, St. John's, entre otras. El 15 de octubre de 2014, fue declarado académicamente inelegible por la NCAA, se espera que se pierda la temporada 2014-2015.

### Profesional
Durante la temporada 2019-20, disputa la liga de desarrollo de la NBA más conocida como la G-ligue en el filial de los Minessota Timberwolves, el Iowa Wolves, en el que promedió 2,7 puntos en 8 minutos en 20 partidos disputados.
El 12 de agosto de 2020, el Delteco GBC hace oficial la incorporación del jugador para disputar la temporada 2020-21 en la Liga Endesa. El 22 de enero de 2021 Francis y el club rescindieron el contrato de mutuo acuerdo. Su siguiente destino fue el equipo colombiano Cafeteros de Armenia, al cual guiaría hacia las semifinales de los playoffs de la temporada 2021-I de la LCB.
Luego de jugar con diversos equipos en varios torneos de su país, volvería a Colombia en abril de 2022 para incorporarse a los Búcaros de Bucaramanga. Ese año experimentaría también el baloncesto venezolano, al jugar para los Taurinos de Aragua de la Superliga Profesional de Baloncesto. 
En enero de 2023 desembarcó por primera vez en Asia, contratado por el equipo Prawira Bandung de la IBL de Indonesia. Al finalizar esa temporada, fue nombrado como el Mejor Jugador Extranjero del torneo.
En septiembre de 2024 se incorporó al Phoenix Fuel Masters de la PBA de Filipinas para reforzar al equipo en su disputa de la Governor's Cup.

## Internacional
Francis participó con la selección juvenil de la República Dominicana en el Centrobasket Sub-17 de 2011 en Gurabo, Puerto Rico. En la competición, Francis fue el máximo anotador de la selección con 16,8 puntos por partido, incluyendo 7,6 rebotes y 3,2 asistencias en 30,6 minutos por partido. A pesar de sus esfuerzos, la selección finalizó en quinto lugar.
Con la selección absoluta, por su parte, debutó en 2013, llegando a participar de la Copa Tuto Marchand de 2013. También disputó el Torneo Preolímpico FIBA 2020 y los campeonatos de baloncesto de los Juegos Panamericanos de Lima 2019 y Santiago 2023.

## Perfil del jugador
Francis es un escolta fuerte y atlético con excelente tamaño. En ofensiva, finaliza atacando el aro con poder. Posee cierta consideración de base, ya que es un excelente manejador del balón y un gran pasador. Tiene muy buena visión en la cancha y buena capacidad ofensiva con su penetración y manejo del balón. Posee un estilo brutal, por el cual viaja frecuentemente a la línea de tiros libres, y también es propenso en acumular dos más uno.[cita requerida]